# Schleitheim (huyện)
Huyện Schleitheim (tiếng Pháp: District du Schleitheim, tiếng Đức: Bezirk Schleitheim) là một huyện hành chính của Thụy Sĩ. Huyện này thuộc bang Bang Schaffhausen. Huyện Schleitheim có diện tích 44 kilômét vuông, dân số theo thống kê của cục thống kê Thụy Sĩ năm 1999 là 3034 người. Trung tâm của huyện đóng ở Schleitheim. Mã của huyện là 1404.